# Allopachria manfredi
Allopachria manfredi är en skalbaggsart som beskrevs av Wewalka 2010. Allopachria manfredi ingår i släktet Allopachria och familjen dykare. Inga underarter finns listade i Catalogue of Life.